# Limite (revue)
Pour les articles homonymes, voir Limite.
Limite est une ancienne revue trimestrielle française qui paraît de septembre 2015 à octobre 2022, et sous-titrée Revue d'écologie intégrale.
Bio-conservatrice, décroissante, d'inspiration chrétienne, elle défend la nécessité d'une écologie intégrale promouvant de la mesure et des limites, dans un monde qu'elle juge dominé par l'idéologie du progrès. À son lancement, elle est animée par un groupe de jeunes intellectuels chrétiens « conservateurs de droite mais aussi des antilibertaires de gauche, sur le plan économique et sociétal », dont une partie ont eu pour premier socle militant La Manif pour tous, mais surtout les Veilleurs.

## Historique
La revue est créée en septembre 2015 après la publication de l'encyclique Laudato si' (juin 2015) et avant la conférence de Paris sur les changements climatiques (novembre-décembre 2015). Elle est cofondée par Paul Piccarreta, Gaultier Bès et Marianne Durano, accompagnés du journaliste Camille Dalmas. Piccarreta fait la connaissance de Bès et Durano en suivant Les Veilleurs à Lyon pour La Vie, où il est alors journaliste pigiste. Eugénie Bastié, qui s'est fait connaître pour sa part à La Manif pour tous, rejoint le groupe peu après, mais pour peu de temps.
La ligne de la revue remonte aux débats qui font suite à la publication du livre de Gaultier Bès et Marianne Durano, Nos limites. Pour une écologie intégrale,. Publié en juin 2014, le livre critique le « projet libéral de la modernité » et sa vision d'un progrès ne s'imposant aucune limite. Pour certains, il s'agit d'une resucée d'Immédiatement.
Les premiers numéros sont publiés aux éditions du Cerf, puis aux éditions Première Partie.
En 2019, la revue évolue après le départ d'Eugénie Bastié en octobre. Une tribune signée par plusieurs membres au moment des débats sur la loi de bioéthique et appelant à « ne pas se retourner contre les personnes homosexuelles ni nous détourner de l’urgence écologique » lui vaut des attaques virulentes d'une droite ultra qui avait pourtant regardé sa naissance d'un bon œil.
Sous l'effet de la recomposition politique de la droite française, plusieurs membres de la revue s'en détournent afin d'embrasser une ligne politique plus proche de l'extrême droite traditionnelle, abandonnant leur engagement écologique : c'est donc le cas d'Eugénie Bastié, qui quitte la revue en 2019 pour rejoindre l'équipe de Pascal Praud sur CNews, puis en 2020 de Jacques de Guillebon, qui lance le mensuel conservateur L'Incorrect.
En octobre 2022, après sept ans d'existence et 27 numéros, Paul Piccaretta annonce la fin de la revue. Il indique : « le bloc libéral-conservateur, qu’on croyait éteint, [a pu se] reconstituer aussi vite et détourner les catholiques des questions d’écologie. [...] Il y a eu une scission idéologique »,  ajoutant « des conservateurs qui s’intéressaient aux questions écologiques au départ n’ont bientôt plus eu le capitalisme et la technologie comme adversaires, mais le « wokisme ». Ils sont entrés dans ce bloc conservateur qui alimente aujourd’hui en polémiques le débat public. Nous avons toujours refusé d’appartenir à l’un des deux camps », ciblant notamment Eugénie Bastié partie à CNews.

## Ligne éditoriale
Née dans la foulée des débats qui animèrent les milieux catholiques autour du mouvement des Veilleurs, la revue promeut une écologie intégrale, qui se soucie des plus fragiles et des opprimés et s'oppose à « tout ce que nos modes de vie peuvent avoir de dégradant et d’aliénant. » [source insuffisante]. Elle indique défendre aussi bien l'écologie environnementale, contre la pollution des cours d'eau par exemple, et l'« écologie humaine », dans le corps de l'homme, contre le transhumanisme, la GPA et la PMA[source insuffisante]. La revue s'inscrit contre la loi Taubira et le mariage des couples de même sexe, et le « recours excessif à la contraception ». La revue appelle à poser des bornes dans les domaines de la vie qu'elle juge les plus menacés : l’environnement, la vie sociale, l’économie.

« [Elle souhaite] montrer que le sens de la subversion n'est plus aujourd'hui dans le « no limit ! » prôné avec une touchante unanimité par les gourous du marketing, […] mais chez ceux qui cherchent précisément à retrouver le sens des limites dans une époque qui a fait de la démesure un véritable mode de vie. »

C'est donc le titre qu'elle s'est choisi, considérant que « la limite, loin d’exclure, permet de faire croître la vie », qu'elle est « gage de la véritable maturité des choses », « face à ce mouvement d’artificialisation de la vie. » Dans le manifeste accessible sur le site web de la revue, Limite se définit ainsi : 

« Limite souhaite œuvrer à la prise de conscience écologique en promouvant la sobriété, la relocalisation, la convivialité et la fraternité. »

La revue proclame un antilibéralisme au sens de Jean-Claude Michéa : elle considère que le libéralisme économique est indissociable du libéralisme politique, que l'économie de marché est solidaire de la libération des mœurs. Elle se fait critique du capitalisme, « même si le libéralisme y est plus souvent caricaturé qu’analysé » selon l'essayiste de droite Mathieu Bock-Côté. En opposition à une croissance économique qui n'aurait pas de limite temporelle ni idéologique, la revue prône la décroissance.
Limite a aussi su se faire remarquer par ses titres humoristiques et un brin provocateurs, comme « Comment baiser sans niquer la planète ? ». De plus, la diversité des sujets traités est importante comme l'explique le quotidien La Vie : « L'humour et le ton volontiers potache de certains articles ne doit pas tromper : l'affaire est sérieuse. On y parle politique, social, environnement, culture, on y évoque la radical orthodoxy, la Commune de Paris, le christianisme social, Madeleine Delbrêl, les questions migratoires, le pape François, la contraception, la lutte des classes, la bétonisation du territoire ou l'économie de l'art contemporain en Chine. »
La revue cherche à confronter les points de vue. Le directeur de la rédaction Paul Piccarreta, par exemple, « incarne [une] ligne social-conservatrice, soit antilibérale » et souverainiste. Comme l'explique Pascale Tournier dans Le vieux monde est de retour, cette ligne a tendance à supplanter l'autre ligne plus libérale des catholiques de droite. Les positionnements de Limite lui ont valu d'être qualifiée d'« ultraconservatrice » voire de « réactionnaire »,,, ce qui est débattu. En 2022 selon Marianne, « Limite un temps classée à droite, penche aujourd’hui nettement à gauche ».
La revue se veut décomplexée, affirmant qu'il faut « en finir avec le sectarisme ». Elle rassemble des personnes de différents courants au sein de sa rédaction, qui « s'est construit[e] dans la diversité en se retrouvant sur certains points centraux : la question du transhumanisme, la critique du Progrès« , et assume vouloir « d'abord être une passerelle entre des trajectoires conservatrices et d'extrême gauche. » On retrouve notamment dans le comité éditorial de Limite le journaliste Kévin Boucaud-Victoire qui a fondé la revue socialiste et décroissante Le Comptoir.
Politiquement, la revue n'est proche d'aucun parti politique en particulier mais se retrouve pour s'opposer à Emmanuel Macron, qui « incarne tout ce que nous combattons : l'homme coupé de l'Histoire, l'homme loin des préoccupations quotidiennes, l'homme insouciant devant le désastre anthropologique et écologique. »
Limite trouve une inspiration dans la pensée des papes Jean-Paul II, en particulier sa théologie du corps, et François, en particulier sa seconde encyclique Laudato si’ « sur la sauvegarde de la maison commune ».
Les figures intellectuelles revendiquées par Limite sont variées, et comprennent aussi bien Georges Bernanos et George Orwell qu'André Gorz, théoricien de l'écologie politique et cofondateur du Nouvel Observateur. La revue se nourrit du catholicisme social de Simone Weil, de l'anarchisme chrétien développé par Jacques Ellul ou plus récemment par Falk van Gaver, du penseur agnostique postchrétien Bernard Charbonneau, des écrits de l'altermondialiste Naomi Klein et de l'anarchiste conservateur Jean-Claude Michéa, et apprécie le cinéma de Pier Paolo Pasolini. On peut donc y voir un héritage du christianisme anti-moderne du XXe siècle illustré par exemple par Georges Bernanos : ainsi pour l'écologue Dominique Bourg (candidat de la liste Urgence Écologie aux élections européennes de 2019), « pour ces antimodernes, l’écologie est aujourd’hui une aubaine. Elle leur permet de se rénover, de se réaffirmer et de reprendre une importance dans l’époque. »

## Critiques
La revue est animée par un groupe de jeunes intellectuels chrétiens « conservateurs de droite mais aussi des antilibertaires de gauche, sur le plan économique et sociétal. »
Malgré la diversité des références affichées, Limite est classée par certains observateurs au sein des « droites dures »,, : plusieurs membres de la revue (notamment Gaultier Bès et l'ex-membre fondatrice Eugénie Bastié) ont été actifs dans des mouvements comme Les Veilleurs ou La Manif pour tous avant de s'en éloigner.
L'actuel directeur de la rédaction de la revue, Paul Piccarreta, a notamment écrit de nombreux articles pour le magazine Causeur, qualifié de « volontiers réactionnaire » par le journal Le Monde.

Avant de devenir collaborateur de la revue en 2021, le sociologue Jean-Louis Schlegel, estime en 2017 : 

« Que dans un article de La Croix entre les deux tours [de l’élection présidentielle de 2017], Gaultier Bès, le philosophe théoricien de Limite, marque son hésitation à choisir entre elle [Mme Le Pen] et M. Macron, en chargeant ce dernier au point de laisser entendre qu’il pourrait préférer la première, en dit long sur les limites d’une radicalisation non politique. »

En 2018, il évacue pourtant la thèse d'une revue proche de l'extrême droite dans un long article publié dans la revue Esprit, intitulé « Les limites de Limite » : « la mettre en cette compagnie est injuste. »
L'engagement de la revue en faveur de l'accueil des « migrants » dans la tradition d'un catholicisme social comme celui de Semaines sociales empêche de la positionner résolument à droite de l'échiquier politique. Pour l'écologue Dominique Bourg, « la revue Limite, qui est conservatrice et non pas d'extrême droite, […] m'intéresse effectivement. Pourquoi ? Parce que je raisonne de façon systémique et non partisane. » Cet écologiste marqué à gauche reconnaît qu'avec Gaultier Bès ils sont « d'accord sur une base commune » mais avec « d'autres valeurs ».